# Dolores Marcos González
María Dolores Marcos González (Salamanca, 3 de enero de 1944-Alicante, 30 de julio de 2023) fue una escritora y política española, diputada en las Cortes Valencianas.

## Trayectoria
Licenciada en Filosofía y Letras, trabajó como profesora de enseñanza secundaria y, de 1968 a 1973, como profesora agregada de Historia Contemporánea en la Universidad Autónoma de Madrid (UAM). Se estableció en Alicante en 1973 y, dos años después, se afilió al Partido Socialista del País Valenciano (PSPV-PSOE). Fue candidata a las elecciones generales de 1979, pero no fue elegida. No obstante, en las elecciones municipales de 1979 fue nombrada teniente de alcalde del Ayuntamiento de Alicante. Durante este periodo promovió la construcción de la primera escuela infantil pública de la ciudad y diversos colegios públicos.
En las Elecciones a las Cortes Valencianas de 1983, fue elegida diputada y nombrada directora territorial de la Consejería de Cultura Educación y Ciencia en Alicante. Dimitió para ser candidata del PSPV-PSOE por esta ciudad en las elecciones generales de 1986, aunque no fue elegida. Renovó su mandato a las Elecciones a las Cortes Valencianas de 1987, y fue nombrada directora delegada del Instituto Valenciano de la Mujer (1988-1990). Entre 1991 y 1995, fue nuevamente concejala del Ayuntamiento de Alicante durante el mandato de Ángel Luna. No fue reelegida en las elecciones de 1995 y abandonó el PSOE en 1997.
En 2004, publicó una novela titulada La dama roja: memorias de Angelita Rodríguez, sobre la histórica militante del PSOE de Alicante Angelita Rodríguez. La obra contaba con una introducción del historiador Miguel Artola y un prólogo de la socióloga Valentina Fernández Vargas.

## Reconocimientos
En 2020, fue incluida dentro del proyecto “Mujeres Investigadoras en los Archivos Estatales (1900-1970)” para la descripción archivística y creación de un micrositio específico en el Portal de Archivos Españoles (PARES), desarrollado entre 2020-2023. Este proyecto ha sido impulsado por la Subdirección General de Archivos Estatales, con el objetivo visibilizar la labor de investigación realizada en España por las mujeres en el intervalo 1900-1970 partiendo de los registros documentales que se conservan en los Archivos de Gestión de los AAEE del Ministerio de Cultura (el Archivo Histórico Nacional, el Archivo de la Corona de Aragón, el Archivo General de Simancas, el Archivo General de Indias, el Archivo de la Real Chancillería de Valladolid, el Archivo General de la Administración y el Centro de Información Documental de Archivos).

## Obra
- 2004 – La dama roja: memorias de Angelita Rodríguez. Gráficas Díaz